# Schlierbach (Oberösterreich)
Schlierbach ist eine Gemeinde im Bezirk Kirchdorf im Traunviertel, Oberösterreich, in Österreich, mit 2921 Einwohnern (Stand 1. Jänner 2024).
Der zuständige Gerichtsbezirk ist Kirchdorf an der Krems. Bekannteste Sehenswürdigkeit ist das Stift Schlierbach.

## Geografie
Schlierbach liegt auf 478 m ü. A. im Kremstal. Die Ausdehnung beträgt von Nord nach Süd 5,7 km und von West nach Ost 7,1 km. Die Gesamtfläche beträgt 18,43 Quadratkilometer. Rund fünfzehn Prozent der Fläche sind bewaldet und mehr als zwei Drittel werden landwirtschaftlich genutzt. Gewässer nehmen 1,4 Prozent und Gärten 4,6 Prozent des Gemeindegebiets ein. 91 Prozent ist Dauersiedlungsraum und die Bevölkerungsdichte liegt mit 155 Einwohnern pro Quadratkilometer deutlich über dem Bezirksschnitt.
Schlierbach rangiert nach Einwohnern vor Ried im Traunkreis und hinter Wartberg an der Krems bezirksweit auf Rang 8 von 23.

### Gemeindegliederung
Das Gemeindegebiet umfasst vier Ortschaften (in Klammern Einwohnerzahl Stand 1. Jänner 2024):
- Haselböckau (167)
- Hausmanning (760)
- Maisdorf (144)
- Schlierbach (1850)

Die Gemeinde besteht aus drei Katastralgemeinden:
- Maisdorf
- Mitterschlierbach
- Unterschlierbach

Die beiden Ortsteile Haselböckau und Maisdorf liegen westlich der Krems und bilden die Katastralgemeinde Maisdorf. Die anderen Ortsteile liegen östlich der Krems und bilden die Katastralgemeinden Mitterschlierbach und Unterschlierbach.

### Nachbargemeinden
| Pettenbach             | Wartberg an der Krems                       | Nußbach                      |
|                        | Kompassrose, die auf Nachbargemeinden zeigt | Oberschlierbach              |
| Inzersdorf im Kremstal | Kirchdorf an der Krems                      | Micheldorf in Oberösterreich |

## Geschichte
Mittelalter und frühe Neuzeit
Die erste urkundliche Erwähnung des Namens Schlierbach – als Teil des Herzogtums Bayern – erfolgte 927 in Salzburger Quellen. Im Hochmittelalter gab es ein Ministerialengeschlecht, dessen Familienname gleich dem Ortsnamen war. Otokar von Schlierbach (um 1220) war mit den Kapellern, einem weiteren Adelsgeschlecht, verwandt. Nach dem Frieden von Wien gehörte das Kremstal zum Fürstentum ob der Enns, das wiederum Bestandteil des Herzogtum Österreich war. 1353 versuchte der Bischof von Bamberg (als Besitzer von Kirchdorf an der Krems) gegen den Verkauf der Herrschaft Schlierbach an die Herren von Walsee zu intervenieren, allerdings erfolglos. Am 22. Februar 1355 stifteten Anna und Eberhard V. von Walsee das Frauenkloster Schlierbach. Um das Jahr 1400 ist auf Grund der Untätigkeit der staatlichen Stellen die Ausbreitung des Faustrechtes belegt. Gefördert durch die Jörger von Tollet, trat ab 1531 die Lehre von Martin Luther auf. Das Kloster wurde ab 1556 durch Administratoren verwaltet, da es sich auch dem evangelischen Glauben zugewandt hatte.
17. und 18. Jahrhundert
Im Zuge des Bruderzwistes im Hause Habsburg zog 1610 ein Kriegsvolk aus Passau durch das Kremstal, in Klaus an der Pyhrnbahn ist es zu Kämpfen gekommen, Schlierbach blieb verschont. Ab 1620 wurde der Schlierbacher Konvent in ein Männerkloster umgewandelt, erster Abt wurde Wolfgang Sommer. Während des Dreißigjährigen Krieges kamen zwar nie direkt Truppen in die Gegend, die Bewohner spürten jedoch die Kriegsauswirkungen in Form von Sondersteuern und steigenden Getreidepreisen. Ab 1672 begann der völlige Neubau des heutigen Stifts Schlierbach.
1712 erhielt das Bäckerhaus in der Schwärz (Schlierbach 215) die Backgerechtigkeit und blieb bis in die zweite Hälfte des 20. Jahrhunderts eine Bäckerei. Abt Christian Stadler ließ in der Ortschaft Sautern zu Beginn der 1720er Jahre die seit etwa 280 Jahren bestehende Kapelle abreißen und stattdessen die Filialkirche Heiliger Ubald errichten. Der Verkauf der Apotheke nach Kirchdorf geschah 1785. Die kirchlichen Reformen von Kaiser Joseph II. erzwangen den Abriss der Kalvarienbergkapelle und der Katharinen-Kirche in der Ortschaft Hofern, weiters die Auflassung des Betschwesternhauses, das einen Dritten Orden beheimatete.
19. und 20. Jahrhundert
Das Schusterhäusl (auch: Häusl nächst dem Oedl zu Dorf, Schlierbach 7) beherbergte ab etwa 1800 Generationen von Schuhmachern, es wurde rund um 1975 zugunsten der Konditorei Bauer abgebrochen. Im Zuge der Napoleonischen Kriege kam es 1809 zur Plünderung durch Württembergische Truppen. Durch die Deutsche Revolution 1848/1849 kam es zur Schaffung von politischen Gemeinden und zur Aufhebung der Untertänigkeit der Bauern gegenüber dem Stift, dadurch entfallen auch Robot und Zehent.
1850 wird Michael Limberger, Besitzer von Ober- und Unterweigerstorf, als erster Bürgermeister angelobt. Im Haus im Mittelfeld (Schlierbach 18) ist bis 1865 ein kleiner Einzelhandel in Form einer Krämerei nachgewiesen.
Das Postamt öffnete 1872 seine Pforten, knapp zehn Jahre später wurde der an der Pyhrnbahn gelegene Bahnhof seiner Bestimmung übergeben. Die Freiwillige Feuerwehr Schlierbach ist seit 1896 dokumentiert, erster Hauptmann war der „Schneider zu Sautern“.

1910 bekamen das Postamt, das Pfarramt, der Gemeindearzt und der Baron Hayden zu Dorff einen Telefonanschluss. Im Herbst 1919, ein Jahr nach dem Untergang von Österreich-Ungarn, grassierte die Spanische Grippe im Ort, es gab zahlreiche Todesfälle. 

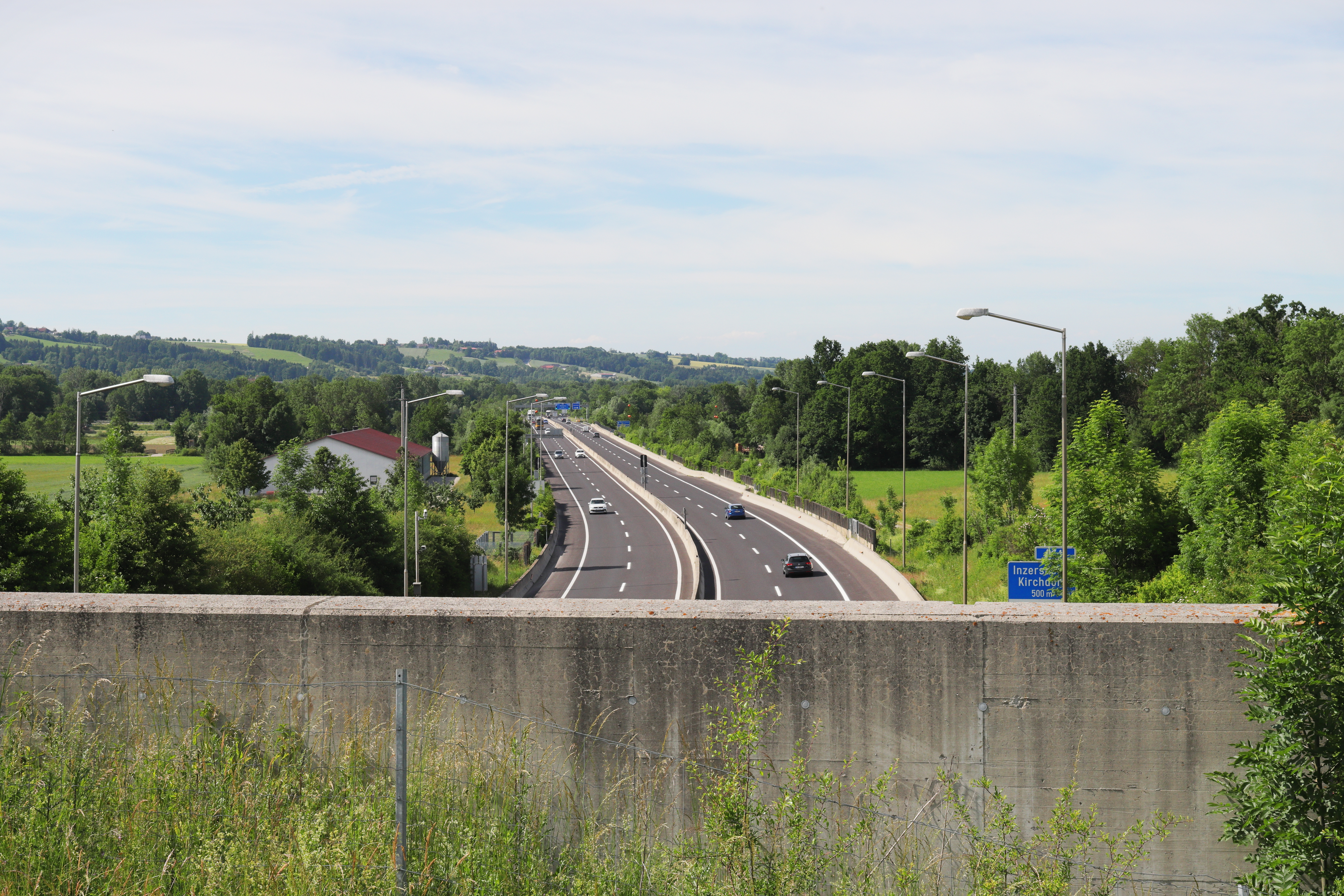
Blick auf die A9 vom nördlichen Portal des Trettertunnels

 Nach dem Brand von 1924 in Sautern begann noch im gleichen Jahr der Wiederaufbau der Ubald-Kirche. Die Heimwehr befand sich 1934 unter der Führung des Barons Wolfram von Hayden zu Dorff, ab 1. Mai 1934 galt die Verfassung des Ständestaates. Die Nationalsozialisten übernahmen 1938 nach dem Anschluss Österreichs die Macht, Schlierbach gehörte nun zu Oberdonau.
Am 6. Mai 1945 trafen die ersten US-amerikanischen Soldaten ein und hissten in Schlierbach die amerikanische Flagge, das Bundesland Oberösterreich wurde wiedererrichtet.
Beim Hochwasser von 1954 war die Au von Micheldorf in Oberösterreich über Schlierbach bis nach Kremsmünster von der Krems überflutet. Nach Abriss des alten Sakralbaus erhielt die Ortschaft Sautern ab 1959 die heutige Filialkirche Heiliger Ubald. Die feierliche Eröffnung des neuen Amtsgebäudes und des Ortsplatzes wurde 1979 durchgeführt.
Der über das Gemeindegebiet führende Teil der A 9 Pyhrnautobahn kann seit 1990 befahren werden. Im Jahr 2000 wurde der neue Kindergarten eingeweiht.

### Einwohnerentwicklung
Die Zunahme der Bevölkerungszahl seit 1981 beruht auf einer positiven Geburtenbilanz. Diese überwiegt eine leichte Abwanderung

## Kultur und Sehenswürdigkeiten

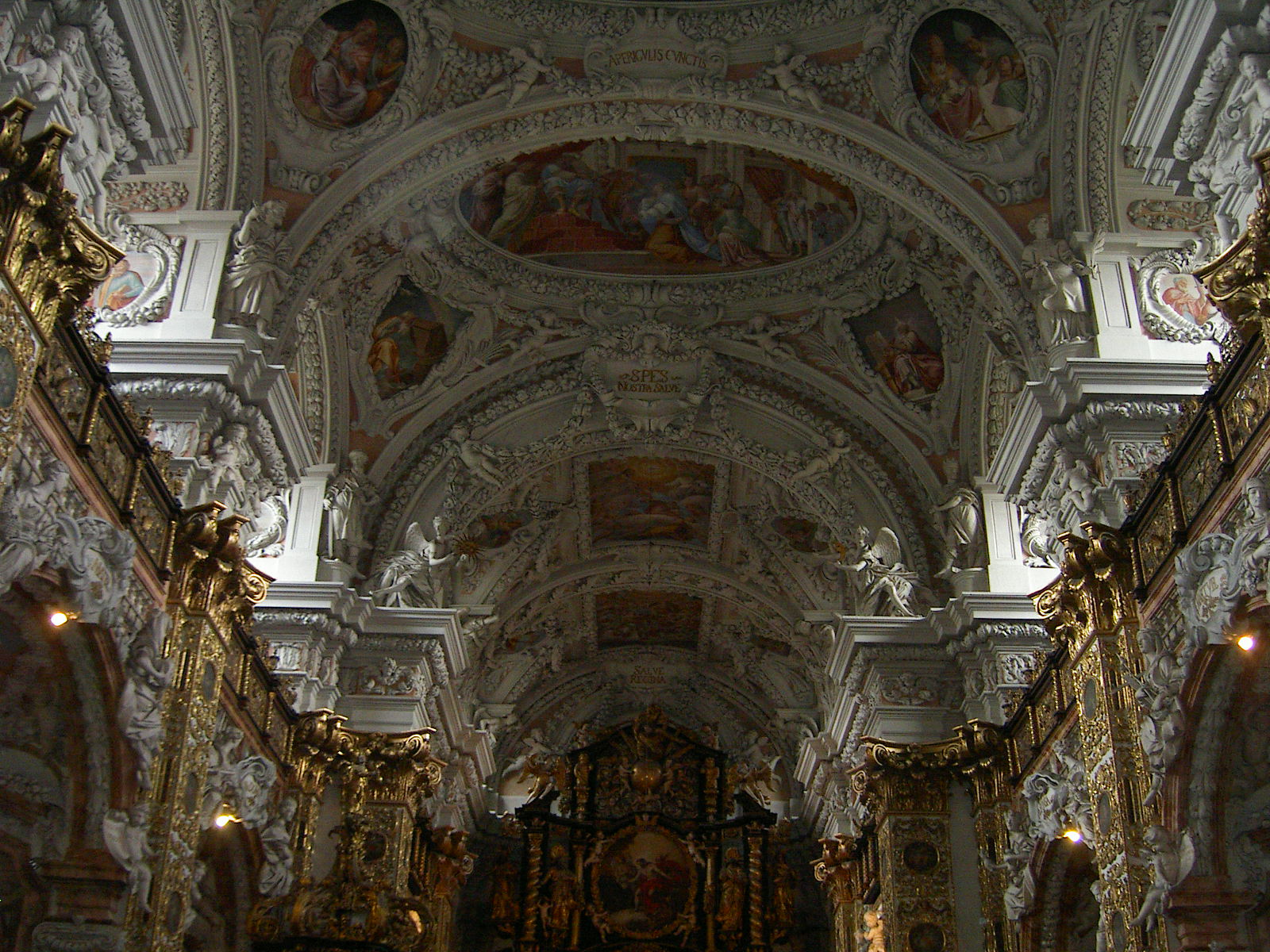
Stiftskirche: Innenraum

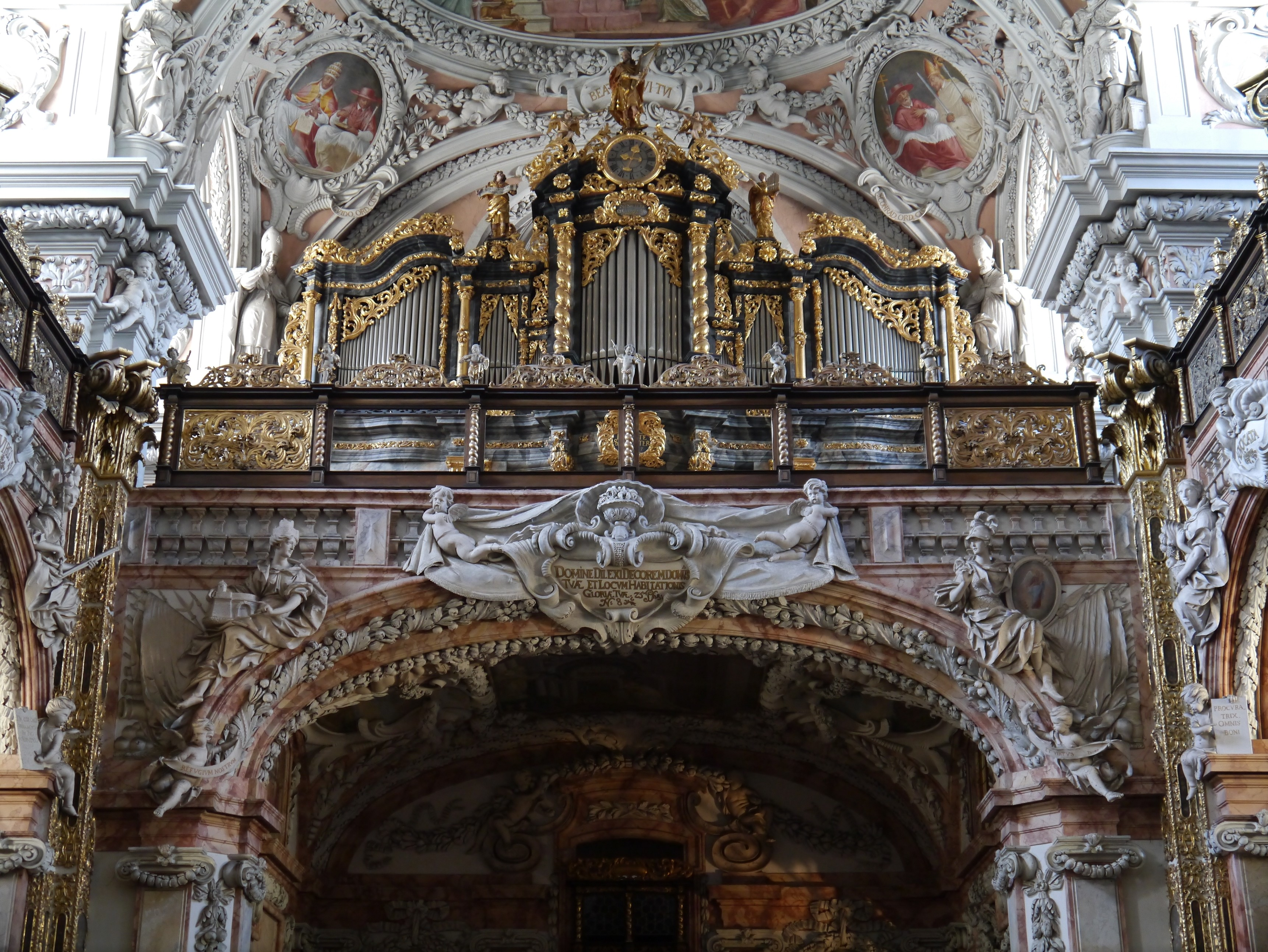
Stiftskirche: Orgel

### Stift Schlierbach
Das Stift Schlierbach ist ein Hauptwerk des österreichischen Barock um 1700. Kunstgeschichtlich interessant ist die Renovierung im 17. Jahrhundert (1672 bis 1712) durch Mitglieder der italienischen Künstlerfamilie Carlone:
- Stiftskirche: 1680–1682, Barock, mit Fresken und üppigen Stuckaturen
- Stiftsbibliothek: 1712 erbaut; prunkvolle barocke Bibliothek mit Galerie, Wandmalereien und Stuckaturen, beherbergt etwa 12.000 Bände
- Bernardisaal: barocker Prunksaal mit reicher Stuckverzierung an der Decke und den Wänden

Weiters befinden sich im Stift:
- Glasmalerei-Werkstätte Schlierbach: gegründet 1884
- Margret-Bilger-Galerie: Ausstellungsräume für zeitgenössische Kunst
- Klosterkäserei Schlierbach: Die Käserei wurde 1924 gegründet. In der Klosterkäserei wird der Schlierbacher Käse produziert – zurzeit zwölf verschiedene Sorten. Der Käserei ist eine Schaukäserei angeschlossen.
- Schlierbacher Schaukäserei: Eröffnung der Schaukäserei 1995. Die Käserei ist als Schaukäserei für Touristen konzipiert.
- Schlierbacher Genusszentrum: Das Genusszentrum, befindet sich im Stiftsareal und wurde 2004 eröffnet. Es bietet einen Klosterladen mit Verkauf von Käsespezialitäten, Glas-Accessoires aus eigener Produktion u. a., weiters ein Veranstaltungszentrum, in dem diverse kulinarische Kurse abgehalten werden. Vom Gebäude des Genusszentrums bietet sich ein weiter Blick über das Kremstal.

Es werden Führungen im Stift, in den Glasmalerei-Werkstätten und in der Schaukäserei angeboten.

### Theater
Schlierbach hat einen eigenen Theatersaal nahe dem Stift, der von vielen Organisationen genutzt wird. Er gehört zum Stift und ist Bühne für Chor- und Theateraufführungen des Stiftsgymnasiums und das Zuhause der Schlierbacher Spielschar. Die Spielschar wurde 1937 von P. Nivard Frey gegründet und wird geleitet von Rudolph Meran. Schlierbach hat eine große Tradition in der Aufführung von Werken Johann Nestroys. Es gibt auch eine Jugendspielschar.

### Regelmäßige Veranstaltungen
Literarische Nahversorger
Die Literarischen Nahversorger sind eine Kulturinitiative der Gemeinde Schlierbach. Gegründet wurden sie im Jahr 1999 auf Anregung von literaturinteressierten Schlierbachern, die seither ehrenamtlich für dieses Projekt arbeiten. 2000 erhielten die Literarischen Nahversorger den Kulturpreis des Landes Oberösterreich für initiative Kulturarbeit. Seit 1999 veranstalten die Literarischen Nahversorger Lesungen. Rund acht Mal im Jahr werden Schriftsteller von den Literarischen Nahversorgern nach Schlierbach eingeladen, aus ihren Werken vorzutragen. Die Auswahl umfasst sowohl prominente Autoren als auch Newcomer; die Veranstaltungen finden vorzugsweise im Theatersaal Schlierbach statt, begleitet von Musikern aus der Region.
Festival Rock im Dorf
Bekannte Musikgrößen und Newcomer spielen jedes Jahr im Juli auf dem Festival Rock im Dorf, das in Schlierbach auf einem Gelände am Ufer der Krems stattfindet.

## Wirtschaft und Infrastruktur

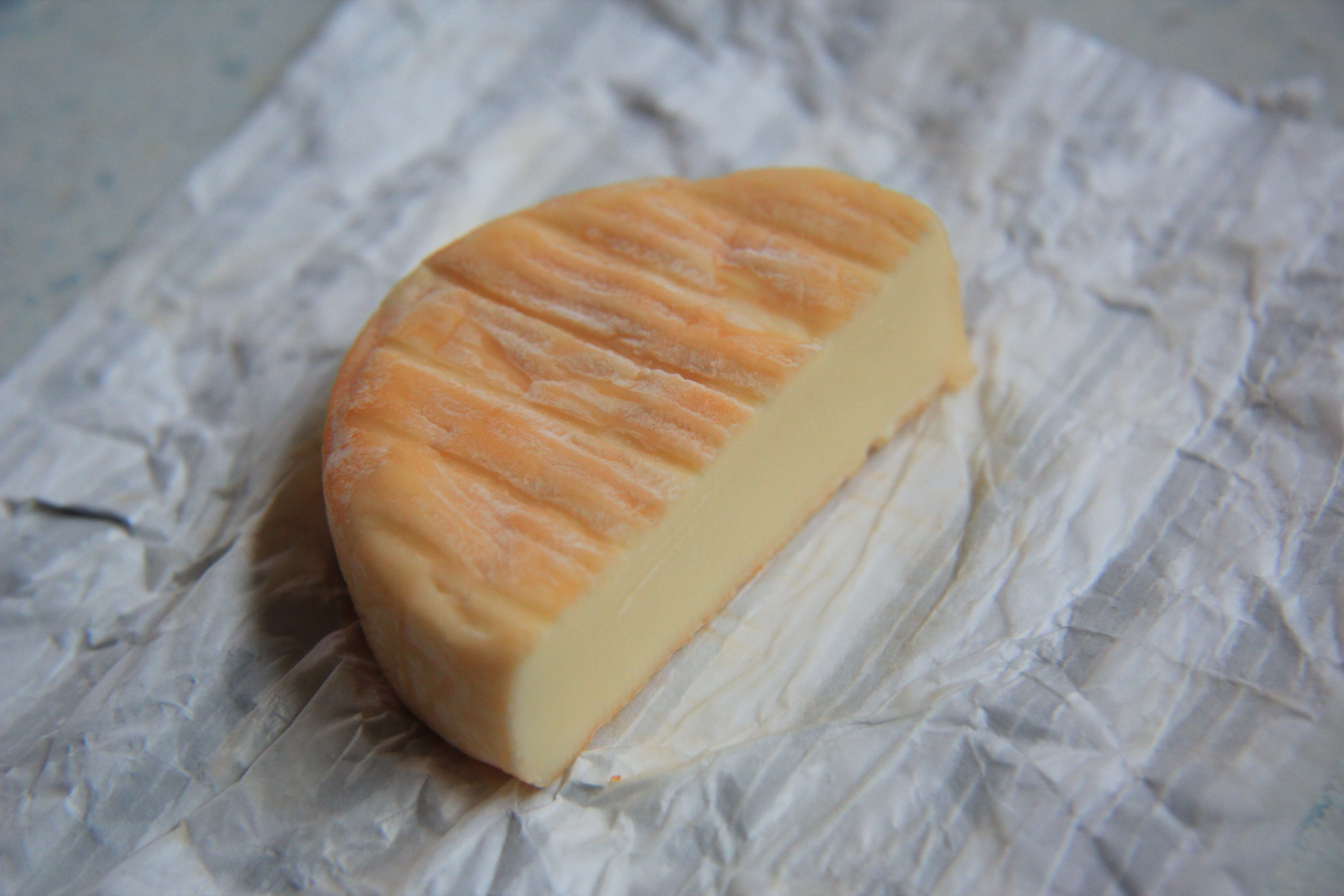
Schlierbacher Schlosskäse

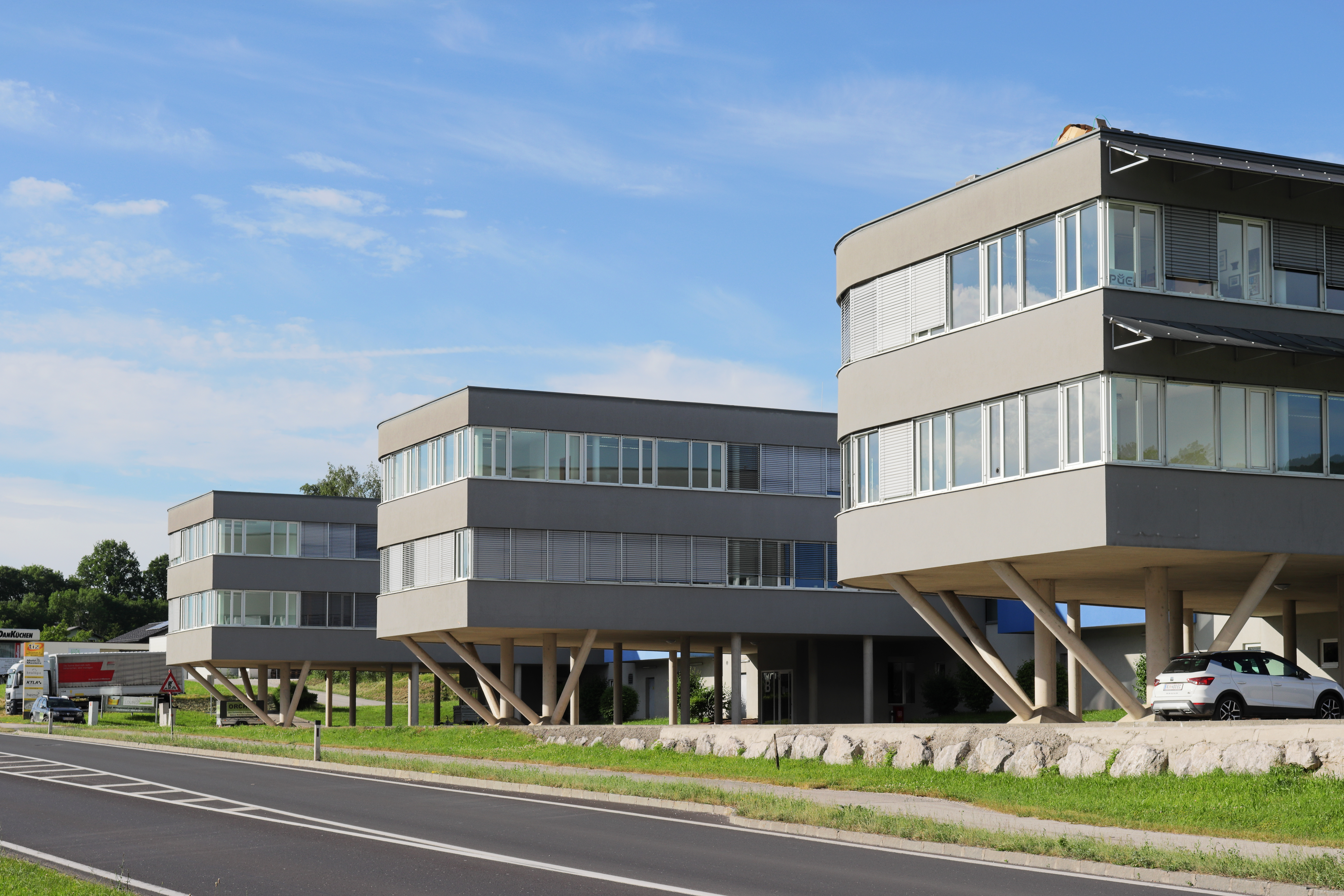
TIZ Kirchdorf

- Ein bedeutender Erwerbszweig ist in der Gemeinde der Biolandbau. Aus dieser Tradition entstand auch die 1924 gegründete Klosterkäserei. Seither entstanden verschiedene Käsesorten, wobei der original Schlierbacher seit 1924 ohne Unterbrechung hergestellt wird. Dieser ist auch im Register der Traditionellen Lebensmittel eingetragen. Aus dieser Tradition beteiligt sich seit 2006 auch die ganze Gemeinde an dem Projekt Genuss Region Österreich mit der Bezeichnung Schlierbacher Käse.[11]

- Auch die Geflügelzucht besteht in Schlierbach sowie in den umliegenden Gemeinden. Aus diesem Grund wurde die Genussregion 2007 auch auf Schlierbacher Geflügel erweitert.[12]

- Das Technologie und Innovationszentrum Kirchdorf besteht seit 2002 (Pyhrnstraße 16, 4553 Schlierbach, http://www.tiz-kirchdorf.at). Es ist ein Gründerzentrum für den Bezirk Kirchdorf.[13]

### Bildung
- Kindergarten Schlierbach
- Volksschule Schlierbach
- Gymnasium der Abtei Schlierbach[14]
- Kursangebote für Erwachsene im Bildungszentrum Stift Schlierbach
- Landwirtschaftliche Fachschule Schlierbach[14]

## Politik

### Gemeinderat
- Nach den Gemeinderats- und Bürgermeisterwahlen in Oberösterreich 2003 hatte der Gemeinderat folgende Verteilung: 13 ÖVP, 6 SPÖ, 5 Bürgerliste und 1 FPÖ.[15]
- Nach den Gemeinderats- und Bürgermeisterwahlen in Oberösterreich 2009 hatte der Gemeinderat folgende Verteilung: 12 ÖVP, 6 Bürgerliste, 4 SPÖ und 3 FPÖ.[16]
- Nach den Gemeinderats- und Bürgermeisterwahlen in Oberösterreich 2015 hatte der Gemeinderat folgende Verteilung: 10 ÖVP, 7 Bürgerliste, 6 FPÖ und 2 SPÖ.[17]
- Nach den Gemeinderats- und Bürgermeisterwahlen in Oberösterreich 2021 hat der Gemeinderat folgende Verteilung: 13 ÖVP, 6 SPÖ und 6 FPÖ.[18]

### Bürgermeister
Bürgermeister seit 1850 waren:
- 1850–1858 Michael Limberger
- 1858–1861 Mathias Braunsberger
- 1861–1870 Bernhard Dutzler
- 1870–1973 Josef Zehetner
- 1873–1876 Bernhard Dutzler
- 1876–1879 Johann Kefer
- 1879–1883 Bernhard Dutzler
- 1883–1885 Josef Dreilinger
- 1885–1895 Michael Radinger
- 1895–1897 Josef Dreilinger
- 1897–1903 Mathias Huemer
- 1903–1906 Josef Rumzucker
- 1906–1910 Michael Tretter
- 1910–1912 Mathias Huemer
- 1912–1919 Michael Tretter
- 1919–1920 Franz Hebesberger
- 1920–1927 Johann Dutzler
- 1927–1938 Michael Tretter
- 1938–1945 Hermann Korn
- 1945–1949 Florian Dickbauer
- 1949–1961 Engelbert Auer
- 1961–1990 Josef Pernegger-Schardax
- 1990–2009 Karl Limberger (ÖVP)
- seit 2009 Katharina Seebacher (ÖVP)[20]

### Wappen
Blasonierung:
„Gespalten; rechts in Silber ein geradarmiges, rotes Tatzenkreuz, links von Schwarz, Silber und Rot zweimal gespalten.“
Die Gemeindefarben sind Schwarz-Weiß-Rot.

### Städtepartnerschaften
- Fürstenhagen, Kreis Witzenhausen, Deutschland, Verschwisterung seit 1962[22]
- Orgelet, Arrondissement Lons-le-Saunier, Frankreich, kommunale Partnerschaft seit 1966[22]

## Persönlichkeiten

### Söhne und Töchter
- Eduard Hayden von und zu Dorff (1815–1895), Gutsbesitzer und Politiker
- Caspar Melchior Balthasar Zeitlinger (1830–1898), Sensenfabrikant
- Franz Zeitlinger (1832–1899), Sensenfabrikant
- Sigmund Christoph Hayden zu Dorff (1853–1926), Gutsbesitzer und Abgeordneter zum Österreichischen Abgeordnetenhaus
- Richard Rankl (1890–1948), Benediktiner
- Thomas Arzt (* 1983), Schriftsteller und Dramatiker

### Personen mit Bezug zur Gemeinde
- Nivard Dierer (1642–1715), Abt des Stiftes Schlierbach 1696–1715
- Johann Michael Zeitlinger (1803–1860), Sensengewerke in der Blumau, ließ dort unter anderem das Neue Herrenhaus erbauen.
- Gerhard Haslroither (1842–1917), Ehrenbürger und Administrator bzw. Abt des Stiftes Schlierbach 1882–1892 bzw. 1892–1917
- Josef Raukamp (1881–1960), Glasmaler und Unternehmer, wirkte und starb in Schlierbach
- Alois Wiesinger (1885–1955), Abt des Stiftes Schlierbach 1917–1955
- Alfred Stifter (1904–2003), Kunstpädagoge und Glaskünstler, wirkte in der Glasmalwerkstätte Schlierbach
- Margret Bilger (1904–1971), Künstlerin, verbrachte viel Zeit in Schlierbach zur Produktion von Glasbildern. Margret Bilger porträtierte unter anderem auch Schüler des  Gymnasiums Schlierbach
- Berthold Niedermoser (1910–1996), Abt des Stiftes Schlierbach 1955–1971
- Hans Bach (1911–2002), Agrarwissenschaftler, Soziologe, Universitätsprofessor und Rektor
- Othmar Rauscher (1919–1995), Abt des Stiftes Schlierbach 1971–1983
- Sigrid Kirchmann (* 1966), Hochspringerin, Siebenkämpferin und Olympionikin
- Nikolaus Thiel (* 1969), Abt des Stiftes Schlierbach seit 2016